# Nhiễm quý Tái
Nhiễm quý Tái (giản thể: 冉季载; phồn thể: 冉季載) hay Đam quý Tái (giản thể: 聃季载; phồn thể: 聃季載), họ Cơ, tên Tái, là đích tử nhỏ nhất nên còn gọi là quý Tái - là vị quân chủ đầu tiên của nước Đam thời Tây Chu và Xuân Thu trong lịch sử Trung Quốc.

## Nhân thân
Nhiễm quý Tái là con thứ 10 của Chu Văn Vương Cơ Xương và là em út cùng mẹ với Chu Vũ Vương Cơ Phát.

## Hành trạng
Khi Chu Vũ Vương đánh bại Trụ vương nhà Ân và lên làm thiên tử, Nhiễm quý Tái còn nhỏ tuổi, vì vậy trong lần luận công ban thưởng đó ông chưa được phong hầu bởi chưa lập được công trạng.
Đến đời Chu Thành Vương Cơ Tụng chấp chính, Nhiễm quý Tái đã trưởng thành, ông học rộng hiểu sâu nên khi thấy các anh mình là: Quản thúc Tiên, Sái thúc Độ và Hoắc thúc Xử cùng với Vũ Canh làm loạn thì ông không thể ngồi yên. Ông đi theo những người anh em khác như Chu công Đán hay Tất công Cao dẫn binh đi dẹp loạn tam giám, ông trực tiếp lâm trận chiến đấu với Quản thúc Tiên và bắt sống ông này khiến quân nổi dậy kinh hồn bạt vía.
Sau khi dẹp yên được quân nổi dậy, Nhiễm quý Tái được Chu Thành Vương sắc phong làm vua chư hầu ở nước Đam (ngày nay thuộc địa phận thành phố Khai Phong của tỉnh Hà Nam, ông quản lý đất nước tuy rất kỷ luật nhưng lại không dập khuôn phép tắc mà thường sử dụng quyền biến theo thực tiễn nên được bách tính ngợi ca dân tình phấn khởi.
Không rõ Nhiễm Quý Tái mất lúc nào và thọ bao nhiêu tuổi, sử sách cũng không chép lại được hậu duệ của ông trị vì nước Đam truyền nối đến bao nhiêu đời. Khoảng cuối thời Tây Chu, nước Đam dời đô đến khu vực thành phố Kinh Môn tỉnh Hồ Bắc ngày nay, đến chừng giữa thời Xuân Thu thì nước Đam bị nước Sở đánh bại trở thành một quận của nước này.

## Phụ chú
1. ↑  Không rõ Nhiễm 冉 là:
  1. đất phong cũ của quý Tái (như trường hợp Vệ Khang thúc),
  2. tên cũ, hoặc
  3. cách ghi cũ của nước Đam 聃 (như trường hợp Đường thúc Ngu.)

Có khả năng là trường hợp (2) hoặc (3), vì chữ Nhiễm 冉 ghép với bộ Nhĩ 耳 thành chữ Đam 聃.